# Ханё
Ханё (швед. Hanö) – шведский остров, расположенный в Балтийском море в бухте Ханёбуктен. Отделён от континентальной части Швеции проливом Ханёсунд шириной 3,7 км. Административно относится к Сёлвесборгской коммуне лена Блекинге.

## География

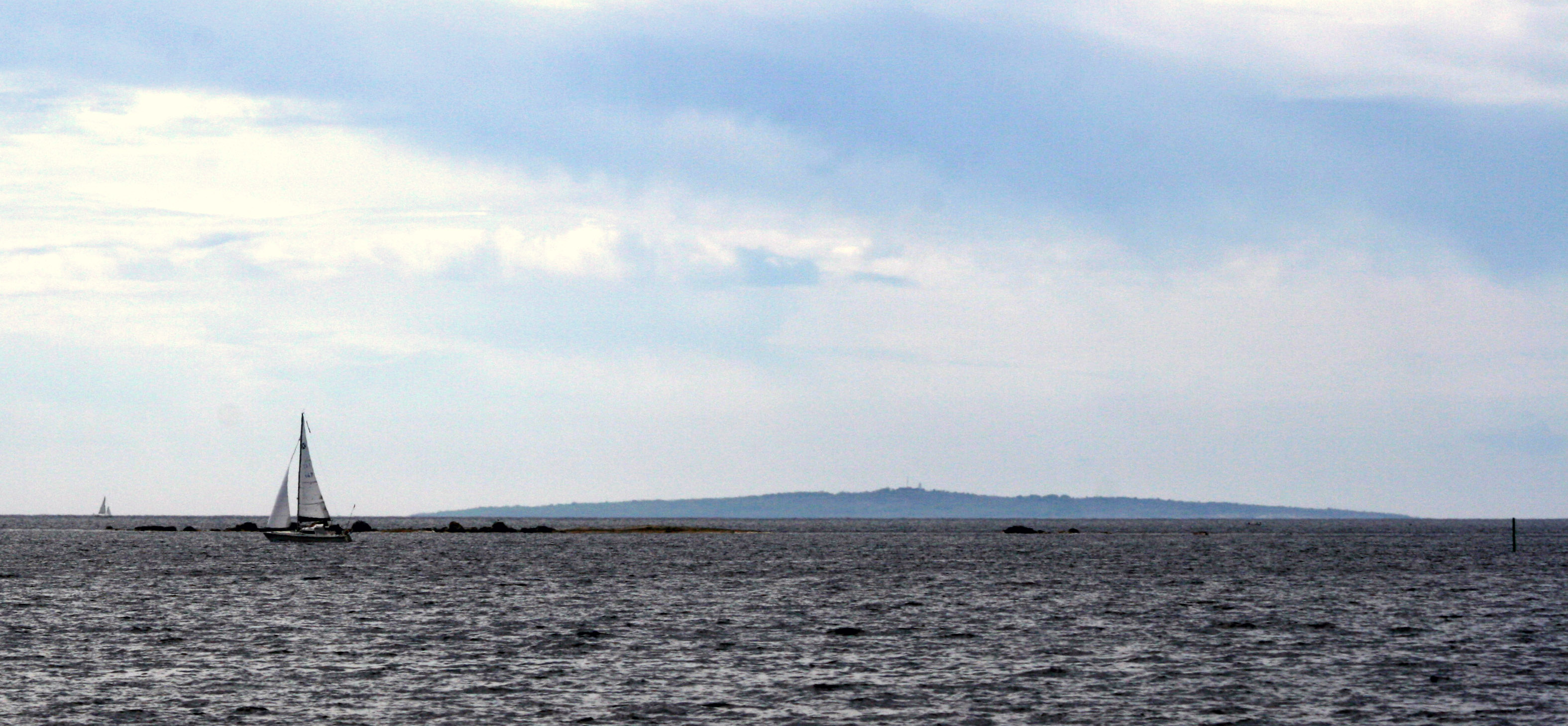
Вид на Ханё с побережья Блекинге

Площадь острова составляет 2,14 км². Северо-восточная часть Ханё скалистая, южная часть покрыта лесом. В местечке Ханё, расположенном на западной стороне острова, постоянно проживает всего около четырёх десятков человек. На самом высоком месте острова возвышается 16-метровый маяк, построенный ещё в 1904-1906 годах. Автомобильный транспорт на Ханё отсутствует.

## Флора
Примерно половина острова покрыта лесом, состоящим по большей части из граба, вяза, ясеня, липы, берёзы, дуба, рябины, дикой яблони и орешника.
В имеющихся на Ханё кустарниковых зарослях произрастает боярышник, калина, терновник и шиповник. На лугах растёт трясунка, подмаренник, гвоздика травянка и колокольчик. На острове отмечено произрастание около 230 цветковых растений.

## История
В 1759 году остров был приобретён у шведской короны Эльзой Гретой Шульт. Семь лет спустя на нём была организована лоцманская станция.
Во время наполеоновских войн на Ханё с 1810 по 1812 год располагалась база английского военного флота. Об этом сейчас напоминает английское кладбище, лежащее между маяком и косой Бёнсеккен.
В 1869 году на Ханё был построен первый маяк.